# Simultanea alla cieca
La simultanea alla cieca è un particolare tipo di partita di scacchi eseguita con la modalità del gioco alla cieca unita a quella della simultanea.
In altre parole, uno scacchista esperto, chiamato simultaneista, gioca contemporaneamente una serie di partite contro altrettanti avversari, ciascuno dei quali dispone di una propria scacchiera, che il simultaneista non può vedere.
Le mosse sono comunicate a voce, per iscritto o con mezzi telematici, in notazione algebrica.
Il simultaneista, che gioca con il Bianco, salvo diverso accordo, comunica la mossa che intende eseguire sulla prima
scacchiera e, poi sequenzialmente, su tutte le altre.
L'avversario deve rispondere alla mossa quando il simultaneista, finito il giro delle scacchiere, è pronto ad ascoltare o
ricevere il suo tratto. Se esita a muovere, il simultaneista può reclamare la vittoria. Ascoltata la mossa dell'avversario il simultaneista annuncia la propria.
Il Grande Maestro uzbeco naturalizzato statunitense Timur Gareev detiene il record del mondo ufficiale del maggior numero di partite giocate in simultanea alla cieca: il 4 dicembre 2016 giocò a Las Vegas 48 partite, con il risultato di + 35 –6 =7. Il record è incluso nel Guinness dei primati ed è unanimemente considerato l'attuale record.

## Storia
Partite in simultanea alla cieca si sono svolte fin dai tempi antichi. Nel capitolo XII del libro VIII della Nova Cronica di Giovanni Villani viene ricordata l'esibizione di un "Saracino ch'avea nome Buzzeca" che, nel XIII secolo, giocò a Firenze tre partite simultanee di cui due alla cieca, suscitando "grande maraviglia".
Famosi campioni di scacchi si sono esibiti in spettacolari sedute di simultanee alla cieca: Paul Morphy, Harry Nelson Pillsbury, Aleksandr Alechin.
Quest'ultimo, uno dei massimi giocatori di ogni tempo, futuro campione del mondo e valente simultaneista, imparò questa tecnica quando i genitori, preoccupati dal suo eccessivo interesse per il gioco, gli tolsero la scacchiera.
Il piccolo Aleksandr, che poco prima, a nove anni, aveva assistito a Mosca a un'esibizione alla cieca su 22 scacchiere di Pillsbury, non si perse d'animo e per continuare ad esercitarsi imparò ad utilizzare le capacità d'immaginazione.

## Principali simultanee alla cieca
| Giocatore              | Località              | Data       | Part. | Risultato  |
| ---------------------- | --------------------- | ---------- | ----- | ---------- |
| André Danican Philidor | Londra                | 09.05.1763 | 3     | +3 –0 =0   |
| Paul Morphy            | Birmingham            | 27.08.1858 | 8     | +6 –1 =1   |
| Johannes Zukertort     | Londra                | 21.12.1876 | 16    | +12 –1 =3  |
| Harry Nelson Pillsbury | New Orleans           | 03.03.1900 | 17    | +10 –2 =5  |
| Harry Nelson Pillsbury | Filadelfia            | 28.05.1900 | 20    | +14 –1 =5  |
| Harry Nelson Pillsbury | Mosca                 | 14.12.1902 | 22    | +17 –1 =4  |
| Richard Réti           | Haarlem               | 06.08.1919 | 24    | +12 –9 =3  |
| Gyula Breyer           | Kaschau               | 30.01.1921 | 25    | +15 –3 =7  |
| Aleksandr Alechin      | New York [4]          | 28.05.1924 | 26    | +16 –5 =5  |
| Aleksandr Alechin      | Parigi                | 01.02.1925 | 28    | +22 –3 =3  |
| Richard Réti           | San Paolo             | 07.01.1925 | 29    | +20 –2 =7  |
| George Koltanowski     | Anversa               | 20.05.1930 | 30    | +20 –0 =10 |
| Aleksandr Alechin      | Chicago               | 16.07.1933 | 32    | +19 –4 =9  |
| George Koltanowski     | Edimburgo             | 20.09.1937 | 34    | +24 –0 =10 |
| Miguel Najdorf (*)     | San Paolo             | 25.01.1947 | 35    | +29 –2 =4  |
| George Koltanowski (*) | San Francisco         | 05.03.1951 | 50    | +43 –2 =5  |
| János Flesch (*)       | Budapest              | 16.10.1960 | 52    | +31 –18 =3 |
| Marc Lang [5]          | Sontheim an der Brenz | 26.11.2011 | 46    | +25 –2 =19 |
| Timur Gareev           | Las Vegas             | 04.12.2016 | 48    | +35 –6 =7  |
Le simultanee con un asterisco non vennero ritenute valide come record per la mancanza dei requisiti di controllo necessari.